# مستنقع المسك

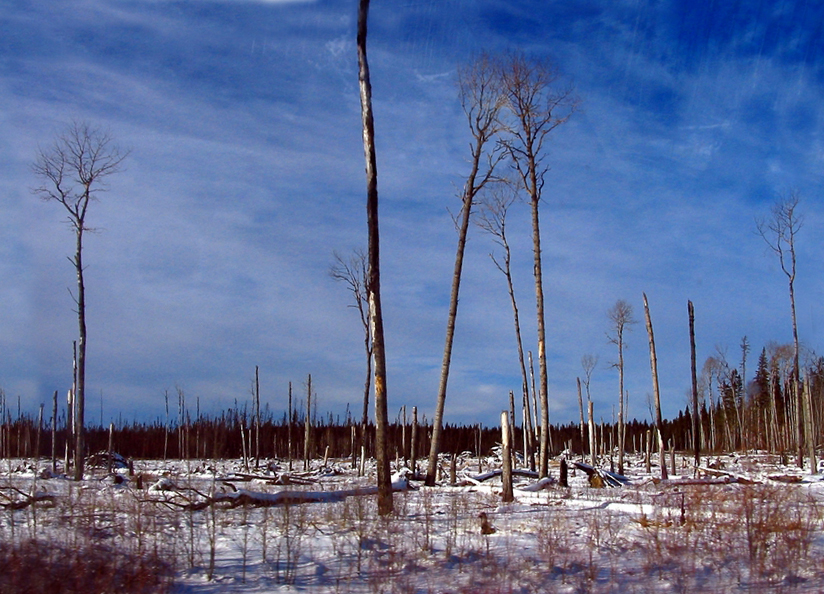
شجر الحور ينمو في مستنقع المسك

مستنقع المسك (في لغة قبيلة أوجيبوا: mashkiig، وعند قبائل الكري: maskīk ؛ (بالفرنسية: fondrière de mousse)‏، المشهورة باسم (moss bog) أو ما بعني مستنقع الطحالب- هو نوع تربة حمضي شائع في في القطب الشمالي والمناطق الشمالية، على الرغم من وجوده في المناخات الشمالية الأخرى أيضًا. يعتبر مصطلح مستنقع المسك مرادفًا لمصطلح bogland بمعنى أرض المستنقعات، ولكن «مستنقع المسك» هو المصطلح القياسي في غرب كندا وألاسكا، بينما مصطلح "bog" شائع في أماكن أخرى. أصبح المصطلح شائعًا في هذه المناطق لأنه من أصل كري ؛ maskek (ᒪᐢᑫᐠ) تعني المستنقعات المنخفضة. وتسمى هذه المساحات الكبيرة من هذه التربة الموجودة في سيبيريا بمستتنقعات المسك أو المستنقعات ويمكن التبديل بينهما في الاستخدام.
يحتوي مستنقع المسك على نباتات ميتة في مراحل مختلفة من التحلل (مثل فحم المستنقعات)، بداية من طحالب الإسفَغنُون السليمة إلى حد ما، إلى خث نبات السعادي، إلى الدبال المتحلل تماما. يمكن أن تشكل قطع الخشب خمسة إلى خمسة عشر بالمائة من التربة الخثية. دائما ما يكون مستنقع المسك به منسوب مائي بالقرب من السطح. تشكل الطحالب الطحلبية التي تكون تلك الطبقة من 15 إلى 30 ضعف وزنها في الماء، مما يسمح للمسك الرطب الإسفنجي بالتشكل على أرض منحدرة. وتعتبر مناطق مستنقعات المسك موطنًا مثاليًا للقنادس ونباتات الإبريق وفطر الغاريقون ومجموعة متنوعة من الكائنات الحية الأخرى.

## كيف تتكون مستنقعات المسك
يتكون مستتنقع المسك لأن التربة دائمة التجمد أو الطين أو الصخر يمنع تصريف المياه. تتجمع مياه المطر والثلج، مكونة نباتات مشبعة بالمياه بشكل دائم وبرك راكدة. مستنقع المسك رطب وحمضي وغير صالح للزراعة نسبيًا، مما يمنع الأشجار الكبيرة من النمو، على الرغم من أن الصنوبر الساحلي، وخشب القطن، وبعض أنواع الصفصاف، وأشجار التنوب الأسود توجد عادة في هذه البيئات. إنه يحتاج إلى عنصرين ليزدهر: هطول أمطار غزيرة وصيف بارد. عادة ما تتعرض النباتات الميتة التي تسقط على التربة الجافة للهجوم من قبل البكتيريا والفطريات وتتعفن بسرعة. إذا هبطت نفس النبتة في الماء أو على تربة مشبعة، فإنها تتحلل بطريقة مختلفة. يتوفر أكسجين أقل تحت سطح الماء، لذلك تفشل البكتيريا الهوائية والفطريات في استعمار الحطام المغمور بشكل فعال. بالإضافة إلى ذلك، فإن درجات الحرارة الباردة تؤخر تكاثر البكتيريا والفطريات. وهذا يسبب تحللًا بطيئًا، وبالتالي يتراكم حطام النبات تدريجياً لتشكيل الفحم الخثي ومستنقع المسك في النهاية. اعتمادًا على التضاريس الأساسية للأرض، فإن مستنقع المسك قد يصل إلى أعماق تزيد عن 30 مترًا (100 قدم).

## الوصف
على الرغم من أن مستنقع المسك - للوهلة الأولى - يشبه سهلًا مغطى بالأعشاب القصيرة، إلا أن نظرة فاحصة تكشف عن منظر طبيعي غريب وشبه مكشوف. تنموأعداد صغيرة من الأشجار المتقزمة والتي غالبًا ما تكون ميتة، والتي تشبه البونساي بشكل غامض، حيث تبرز الأرض فوق منسوب المياه، مع برك صغيرة من المياه ملطخة باللون الأحمر الداكن منتشرا حولها.
مظهرها العشبي يغري الأشخاص غير الحذرين بالمشي عليها، ولكن حتى الجزء الأكثر صلابة من مستنقع المسك يكون إسفنجيًا ومشبوعًا بالمياه. السفر من خلال المسك تجربة غريبة وخطيرة بالنسبة للغير معتادين. يمكن أن ينمو المسك فوق المسطحات المائية، وخاصة البرك والجداول الصغيرة. بسبب الماء الموجود تحته، يتموج سطح المسك أحيانًا تحت القدمين. المناطق ذات الطبقات الرفيعة تجعل للحيوانات الكبيرة تسقط من خلالها، فتعلق تحت المسك وتغرق. وتشكل مستنقعات المسك خطورة كبيرة على حيوانات الموظ سبب أرجلها الطويلة، حوافرها الصغيرة، ووزنها الكبير. قد يصادف الصيادون والمتنزهون أحيانًا حيوان الموظ الصغير في المستنقعات المغطاة بالمسك مغمورا حتى الجذع أو العنق، بعد أن يكونوا غير مدركين أن الأرضية غير المستقرة. 

## قوة السطح

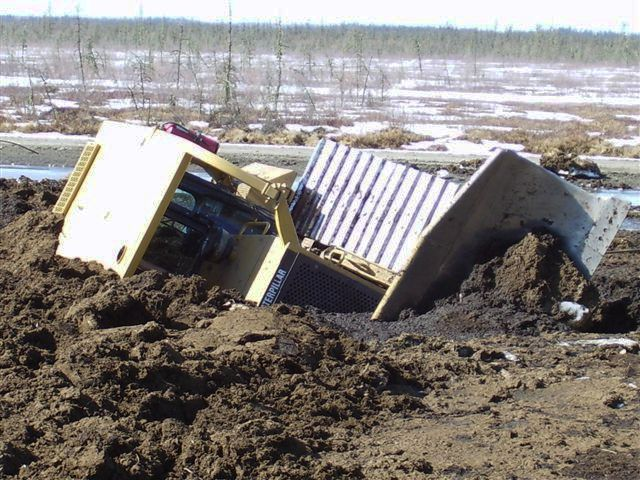
معدات ثقيلة تسقط في مستنقعاتالمسك الذائبة في حقل واباسكا النفطي ، ألبرتا.

يمكن أن تكون مستنقعات المسك عائقًا كبيرًا أمام النقل. خلال سبعينيات القرن التاسع عشر، ورد أن مستنقعات المسك في شمال أونتاريو قد ابتلعت محركًا للسكك الحديدية بالكامل عندما تم وضع مسار على مستنقعات المسك بدلاً من تنظيفه وصولاً إلى الطبقة الصخرية.
تم الإبلاغ عن العديد من الحالات الأخرى لمعدات البناء الثقيلة التي اختفت في مستنقعات المسك في فصل الربيع حيث تم إذابة طبقات المسك المتجمدة أسفل السيارة. يتطلب البناء في المناطق المليئة بمستنقعات المسك في بعض الأحيان إزالة التربة بالكامل وحشوها بالحصى. إذا لم يتم تطهير المسك تمامًا من الصخر، فإن محتواه المائي العالي سيتسبب في التواء وتشويه نتيجة للتجمد الشتوي، مثل التربة دائمة التجمد.

إن إحدى طرق العمل فوق مستنقع المسك هي وضع جذوع الأشجار الكبيرة على الأرض، مغطاة بطبقة سميكة من الطين أو مادة خائرة أخرى. هذا يسمى عادة طريق مرصوفة بالجذوع. لزيادة فعالية الطريق المرصوفة بالجذوع، ومنع التآكل،  والسماح بإزالة المواد بأقلقدر ممكن من الاحتكاك بمستنقع المسك، يتم أحيانًا وضع نسيج أرضي لأسفل قبل جذوع الأشجار. ومع ذلك، فإن طرق الوصول الشتوية المؤقتة فوق مستنقعات المسك (طريق الجليد)، والتي تم إنشاؤها عن طريق إزالة الجليد العازل لمستنقعات المسك بالتجميد، يتم استخدامها بشكل أكثر شيوعًا لأنها أرخص في الإنشاء وأسهل في إيقاف التشغيل. غالبًا ما يتم رش المياه على هذه الطرق لتكثيف الجليد مما يسمح للشاحنات والمعدات الثقيلة بالوصول بأمان إلى المواقع النائية في فصل الشتاء.

## في الأعمال الأدبية
في قصة جاك لندن القصيرة «حب الحياة»، بطل الرواية الجائع يأكل ثمار توت مستنقع المسك البرية على طول الطريق. «توت مستنقع المسك هو عبارة عن بذرة صغيرة محاطة بقليل من الماء. يذوب الماء في الفم والبذرة يتم مضغها بطعمها الحاد والمر. كان الرجل يعلم أنه التوت البري لم يكن مغذيا له، لكنه كان يمضغه بصبر متمنيا شيئا أكبر من المعرفة والتجربة».
أيضًا، في رواية ريك ريوردان للشباب ابن نبتون ، ابتلعت تربة مستنقع المسك أحد أبطال الفيلم بطريق الخطأ وذلك عن طريق مصيدة نصبتها إلهة الأرض جايا.
يشير غوردون لايتفوت إلى مستنقعات المسك في أغنيته «ثلاثية السكك الحديدية الكندية»: هكذا فوق الجبال وفوق السهول في مستنقعات المسك وفي المطر

## الصور

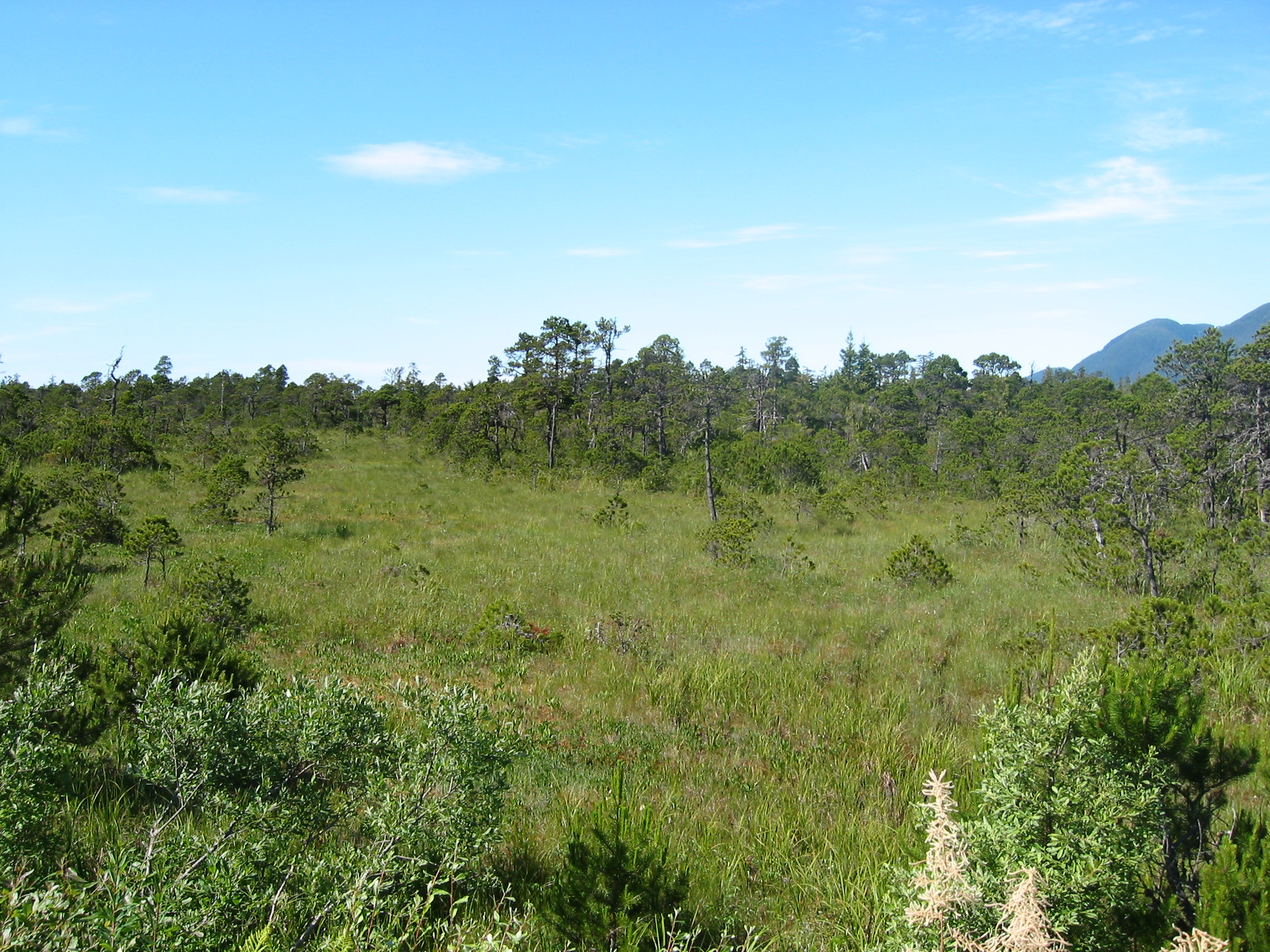
أشجار صنوبر الشاطئ المتقزمة تنمو في مستنقعات المسك في رانجل ، ألاسكا .
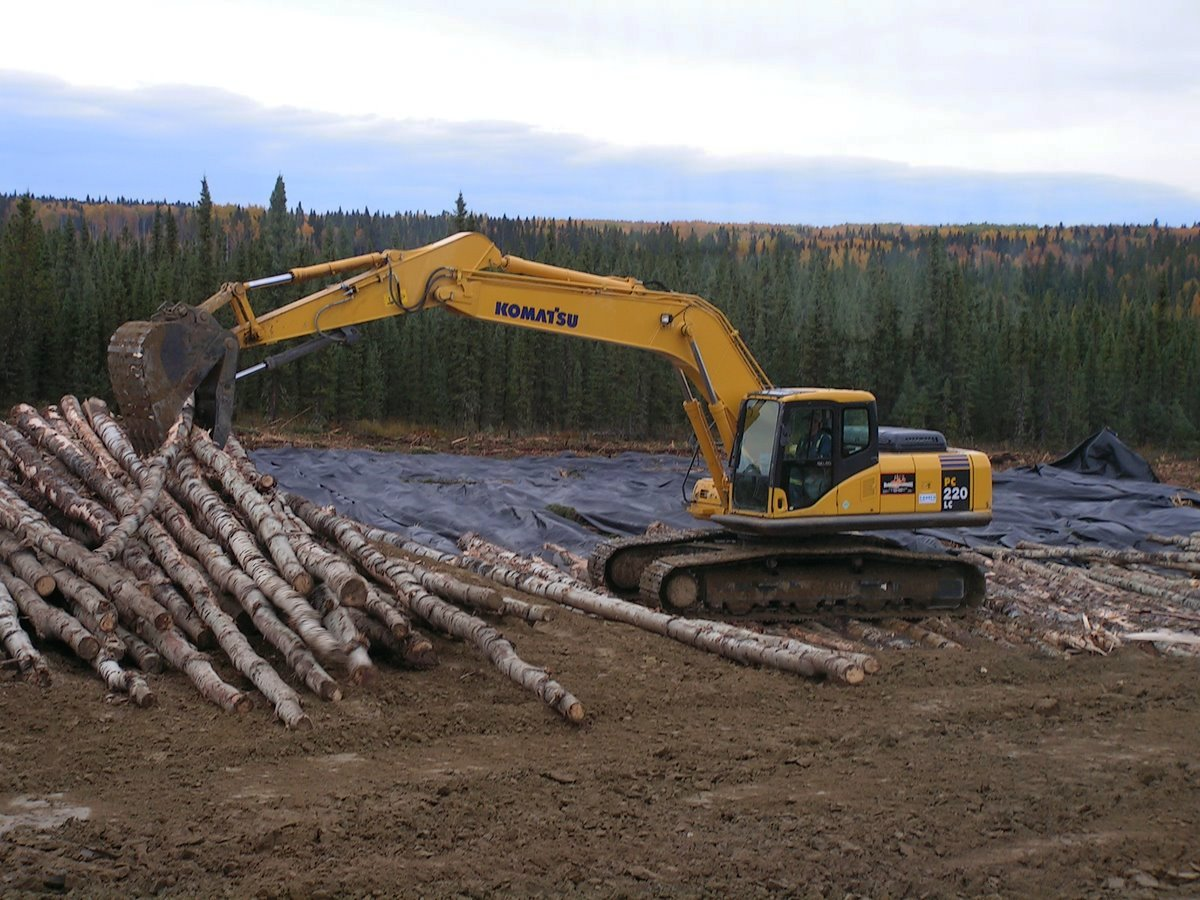
حفارة مجنزرة تمهد طريق مرصوف قصير فوق مستنقع المسك بالقرب من روكي ماونتن هاوس [الإنجليزية] ، ألبرتا
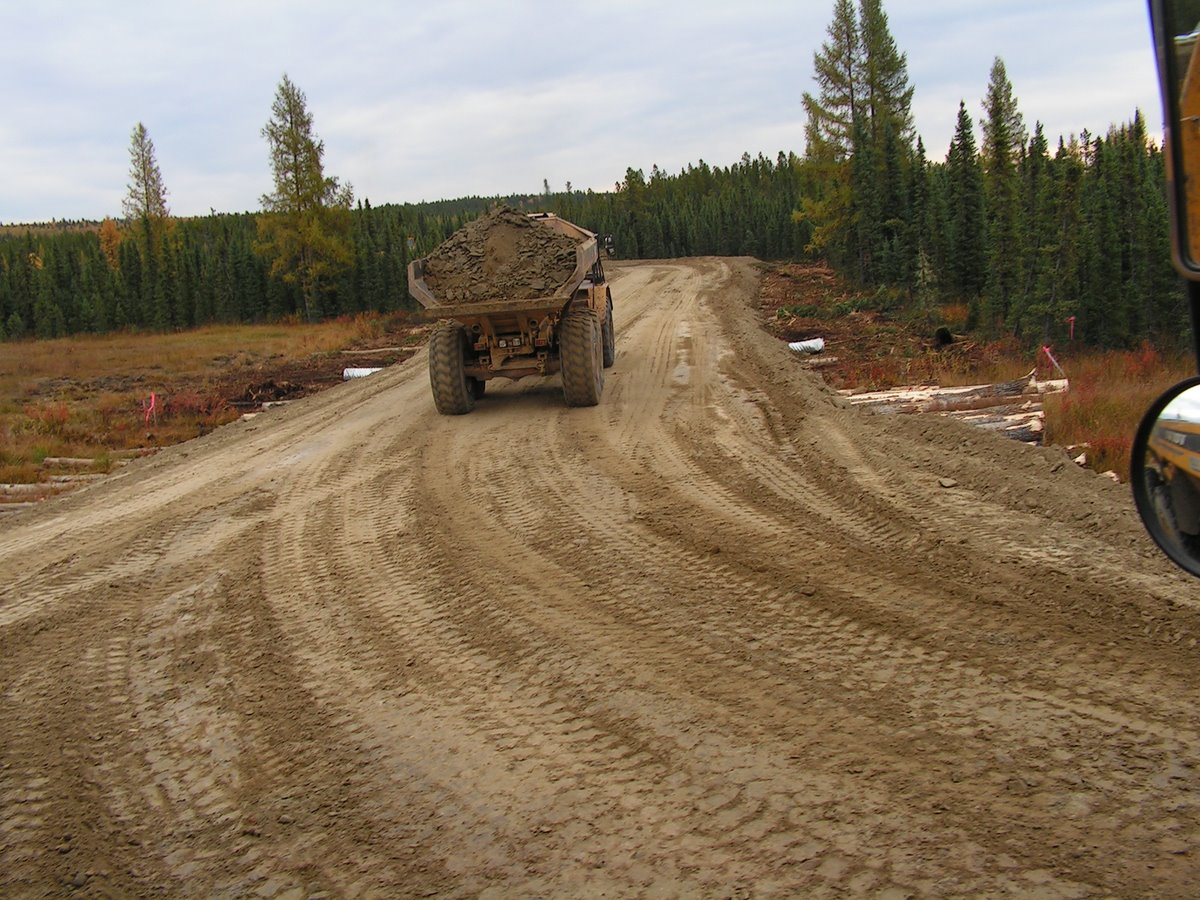
شاحنة كاتربيلر مفصلية تسير فوق طريق ممهد مبني فوق مستنقع المسك